# Psychoderelict
Psychoderelict je konceptuální album Pete Townshenda. Album vyšlo v roce 1993 u Atlantic Records a vyšlo ve dvou verzích, s dialogy a bez nich.

## Seznam skladeb
| Pořadí         | Název                                          | Délka |
| -------------- | ---------------------------------------------- | ----- |
| 1.             | English Boy                                    | 5:08  |
| 2.             | Meher Baba M3                                  | 3:31  |
| 3.             | Let's Get Pretentious                          | 3:37  |
| 4.             | Meher Baba M4 (Signal Box)                     | 2:23  |
| 5.             | Early Morning Dreams                           | 3:55  |
| 6.             | I Want That Thing                              | 3:58  |
| 7.             | Dialogue Introduction to Outlive the Dinosaur  | 0:33  |
| 8.             | Outlive the Dinosaur                           | 3:25  |
| 9.             | Flame                                          | 1:08  |
| 10.            | Now and Then                                   | 4:25  |
| 11.            | I Am Afraid                                    | 4:35  |
| 12.            | Don't Try to Make Me Real                      | 3:00  |
| 13.            | Dialogue Introduction to Predictable           | 0:34  |
| 14.            | Predictable                                    | 2:17  |
| 15.            | Flame                                          | 2:41  |
| 16.            | Meher Baba M5 (Vivaldi Regrooved)              | 2:36  |
| 17.            | Fake It                                        | 3:30  |
| 18.            | Dialogue Introduction to Nowand Then (Reprise) | 0:33  |
| 19.            | Now and Then (Reprise)                         | 2:58  |
| 20.            | Baba O'Riley                                   | 1:21  |
| 21.            | English Boy (Reprise)                          | 7:04  |
| Celková délka: | Celková délka:                                 | 63:12 |